# Маргарит Абаджиев
Маргарит Абаджиев е български писател, романист и сценарист.

## Биография и творчество
Маргарит Абаджиев е роден на 13 май 1965 г. в Сливен. Учи в III основно училище „Д-р Иван Селимински“ в Сливен, Техникума по печатарство и фотография „Юлиус Фучик“ в София и в Софийския университет „Свети Климент Охридски“, където завършва психология през 1991 г. Неговият дядо – Никола Македонски, е от Прилеп.
През 1993 г. авторът написва своя първи роман „Фениксът“, публикуван едва през 1998 г., заедно с повестта „Любовта на художника“. На следващата година излиза и сборник с разкази, озаглавен „Гостите“. Едноименният разказ е посветен на видния български преводач и критик Кръстан Дянков, представил младия писател на българската публика.
Пак през 1993 година по поръчка на БНТ е произведен и документалният филм „Самота“, чийто сценарист е Маргарит Абаджиев.
В края на 2006 г. издателство „Сиела“ публикува и сборник разкази, озаглавен „Ура“ за героите“.
През 2009 г. Маргарит Абаджиев издава романа „Шакона пасион“, посветен на живота на гениалния български цигулар и композитор Васко Абаджиев. Книгата обхваща близо 50 години от историята на 20 век, разглеждайки обстоятелства, катаклизми и съдбовни обрати, довели до почти пълното забвение на този артист. Тя търси отговори и за нееднозначното отношение към личността на Васко Абаджиев дори дълго след неговата самотна смърт в град Хамбург, Федерална република Германия.
Писателят Маргарит Абаджиев издаде нова книга – „Царят на татарите“. Романът е базиран върху богат документален материал обхващащ следосвобожденския период в българската история и дебатира върху противоречивата личност на Стефан Стамболов.